# الحرب العائلية الأولى (مسلسل)
الحرب العائلية الأولى هو عمل كوميدي من إنتاج مؤسسة دبي للإعلام عُرض على التلفاز عام 2016.

## فكرة العمل
تدور أحداث العمل في قالب فني ساخر يقوم بالتصدي للقضايا الاجتماعية التي تدور في الدول العربية خصوصًا الخليجية.

## القصة
تدور أحداث المسلسل حول عائلة خميس، وزواجه من ابنة عمته سعاد، تبدأ المشاكل والمفارقات الكوميدية والساخرة حين تشترط سعاد على خميس أن يقيم يوسف وحمني شقيقيها معهما في نفس المنزل.

## طاقم العمل
- أحمد الجسمي
- سعاد علي
- علي الغرير
- جمعة علي
- أمل محمد
- ماجد الجسمي